# Aglaia mariannensis
Aglaia mariannensis là một loài thực vật có hoa trong họ Meliaceae. Loài này được Merr. mô tả khoa học đầu tiên năm 1914.